# Aus 12 wird 1 (1983)
Unter dem Titel Aus 12 wird 1 fand die österreichische Vorentscheidung zum Eurovision Song Contest 1983 am 17. März 1983 statt. Westend gewann und vertrat Österreich in München, wo sie den 9. Platz erreichten.

## Format
12 Interpreten und Lieder standen zur Auswahl. Der Gewinner wurde von 328 Personen zwischen 16 und 60 Jahren gewählt. Die Show wurde von der Radio- und Fernsehmoderatorin Brigitte Xander moderiert und auf ORF 2 übertragen.
Waterloo startete zusammen mit Robinson für Österreich 1976 in Den Haag, wo sie den 5. Platz belegten. The Hornettes nahmen bei der Deutschen Vorentscheidung Ein Lied für Dublin 1981, wo sie den 2. Platz belegten.

## Voting
| Platz | Startnr. | Interpret              | Lied                     | Stimmen |
| ----- | -------- | ---------------------- | ------------------------ | ------- |
| 01.   | 05       | Westend                | Hurricane                | 1.238   |
| 02.   | 12       | Waterloo               | Freiheit                 | 1.216   |
| 03.   | 07       | The Hornettes          | Hello Mr. Radio          | 0817    |
| 04.   | 08       | Gary Lux               | Bleib wie du bist        | 0647    |
| 05.   | 04       | Patrick Nes            | Ein Wort von dir         | 0625    |
| 06.   | 06       | E & G & ETW            | Hallo Welt               | 0572    |
| 07.   | 09       | Ines Reiger & Do-Re-Mi | Träume sind unser Leben  | 0559    |
| 08.   | 01       | Wallner & Licha        | Bleib doch hier          | 0461    |
| 09.   | 10       | Manuela Leeb           | Du bist mein Talismann   | 0408    |
| 10.   | 03       | Andreas Wörz           | Musik Musik              | 0252    |
| 11.   | 11       | The Duncan Sisters     | Heute Nacht wird gelacht | 0234    |
| 12.   | 02       | Johannes Raimann       | Summa is                 | 0193    |